# Sphaerotherium insulanum
Sphaerotherium insulanum är en mångfotingart som beskrevs av Karsch 1881. Sphaerotherium insulanum ingår i släktet Sphaerotherium och familjen Sphaerotheriidae. Inga underarter finns listade i Catalogue of Life.